# Баян-Гол (приток Селенги)
Бая́н-Гол (бур. Баян гол — «богатая долина, река»), в литературе — Баин-гол — река в Селенгинском районе Бурятии (Россия), левый приток Селенги. Длина — 14 км.
Единственный сток из Гусиного озера в реку Селенгу, в XVIII—XIX веках исчезавший из-за понижения уровня водоёма.

## Описание
Вытекает из юго-восточной оконечности Гусиного озера в километре севернее улуса Цайдам, близ которого течёт 2,5 км в западном направлении сквозь мелководное заболоченное Цайдамское озеро, лежащее в 0,7 км к югу от Гусиного. 
Выйдя из этого озера, поворачивает под прямым углом на юго-юго-восток и течёт в степной местности по восточному краю Тамчинской равнины (юго-западная часть Гусиноозёрской котловины) вдоль западных пологих склонов среднегорного массива Тойон. В двух километрах от устья пересекается Джидинским трактом. Впадает в левую протоку реки Селенги — Старая Селенга, напротив острова Холой.